# 28 May (metropolitana di Baku)
28 May è una stazione della Linea 1 della Metropolitana di Baku.
È stata inaugurata il 6 novembre 1967, facente parte del tratto inaugurale della linea e stazione di interscambio con Jaffar Jabbarly della Linea 2.
Si trova nelle vicinanze della stazione ferroviaria principale di Baku.